# Hawise, Countess of Aumale
Hawise, Countess of Aumale (auch Havoise oder Hadwisa de Aumale; † zwischen 1213 und 8. März 1214) war eine anglonormannische Adlige aus dem Haus Blois.

## Herkunft und Erbe
Hawise war eine Tochter und Erbin von Graf William le Gros von Aumale und von Cecily de Rumily, Tochter und Erbin von William FitzDuncan, Earl of Moray, und von Alice de Rumily. Ihr Vater war Graf von Aumale, einer Grafschaft im Nordosten der Normandie, sowie Lord of Holderness in Yorkshire mit allein zehn Knight’s fees, dazu besaß er Castle Bytham in Lincolnshire und weitere Güter in anderen Teilen Englands. Hawise hatte einen illegitimen Bruder, Geoffrey, und möglicherweise noch eine Schwester namens Amice, erbte aber nach dem Tod ihres Vaters 1179 dessen Besitzungen. Über ihre Mutter, die zwischen 1188 und 1190 gestorben war, hatte sie einen Anspruch auf einen Teil des Erbes von Alice de Rumily († 1187). Hawise erhielt von diesem Erbe Skipton und Copeland in Cumberland. 1196 wurde Aumale durch den französischen König Philipp II. erobert, endgültig verloren ging der Besitz durch die französische Eroberung der gesamten Normandie während des französisch-englischen Kriegs 1204. Hawise bzw. ihr Ehemann lebten vornehmlich in England, beanspruchten jedoch weiter den Titel Count of Aumale.

## Ehen
Beim Tod ihres Vaters war sie noch minderjährig und wurde deshalb königliches Mündel. Am 14. Januar 1180 wurde sie in Pleshey Castle mit William de Mandeville, 3. Earl of Essex verheiratet, der daraufhin auch den Titel Graf von Aumale führte. Ihr Mann starb am 14. November 1189, die Ehe war kinderlos geblieben. Nach dem Tod ihres Mannes wollte König Richard Löwenherz sie mit seinem Günstling Guillaume de Forz, einem Abenteurer aus Fors im Poitou, verheiraten. Hawise wehrte sich gegen die Ehe, worauf der König ihre Güter beschlagnahmte, bis sie in die Ehe einwilligte. Vor Ende September 1190 reiste Hawise zusammen mit Königin Eleonore auf der königlichen Galeere in die Normandie, eventuell sogar bis nach Sizilien. Vor Ende 1190 heiratete sie Forz, der anschließend am Kreuzzug des Königs teilnahm und bereits 1195 starb. Nach seinem Tod wurde sie noch 1195 in Sées in dritter Ehe mit Baudouin de Béthune verheiratet, einem aus Flandern stammenden Ritter des königlichen Haushalts. Béthune starb im Herbst 1212 und wurde in der von Hawises Vater gestifteten Meaux Abbey beigesetzt.
Nach dem Tod ihres dritten Mannes war Hawise bereit, 5000 Mark an König Johann Ohneland zu zahlen, um ihr Erbgut und ihre Witwengüter zu erhalten und um nicht zu einer weiteren Heirat gezwungen zu werden. Sie hat diese Summe bis zu ihrem Tod jedoch nicht vollständig bezahlt. Vielleicht war sie auch zeitweise eine Geliebte von König Johann gewesen.

## Nachkommen
Aus ihrer Ehe mit Guillaume de Forz hatte sie einen Sohn:
- William de Forz (zwischen 1191 und 1196–1241)

Aus ihrer Ehe mit Baudouin de Béthune hatte sie eine Tochter:
- Alice de Bethune († um 1216) ⚭ 1214 mit William Marshal II († 1231)

Ihr Erbe wurde ihr Sohn William.